# Robert Covington
Robert Covington (ur. 14 grudnia 1990 w Bellwood) – amerykański koszykarz, występujący na pozycji niskiego skrzydłowego, od 2023 zawodnik Philadelphia 76ers.
12 listopada 2018 trafił w wyniku wymiany do Minnesoty Timberwolves.
5 lutego 2020 trafił w wyniku wymiany z udziałem czterech zespołów do Houston Rockets. 22 listopada 2020 został wytransferowany do Portland Trail Blazers.
4 lutego 2022 trafił w wyniku wymiany do Los Angeles Clippers. 1 listopada 2023 został wytransferowany do Philadelphia 76ers.

## Osiągnięcia
Stan na 5 listopada 2023, na podstawie, o ile nie zaznaczono inaczej.
NCAA
- Zaliczony do:
  - I składu:
    - OVC (2012)
    - turnieju OVC (2012)
    - najlepszych nowo przybyłych zawodników OVC (2010)

  - II składu OVC (2011, 2013)

D-League
- Debiutant Roku D-League (2014)
- Zaliczony do:
  - I składu:
    - D-League (2014)
    - debiutantów D-League (2014)

  - III składu turnieju NBA D-League Showcase (2014)
- Uczestnik meczu gwiazd D-League (2014)
- MVP meczu gwiazd D-League (2014)

NBA
- Zaliczony do I składu defensywnego NBA (2018)[7]
- Uczestnik:
  - Rising Stars Challenge (2015)
  - Skills Challenge (2021)[8]